# Geaya plaumanni
Geaya plaumanni is een hooiwagen uit de familie Sclerosomatidae.